# Szaru
A szaru az ember körmének, az állatok karmának, patájának és szarvának anyaga. Ősi ipari nyersanyag.

## Állattenyésztési és ipartörténeti kapcsolatok
Az állatok szarvképződményeként ősidők óta használja fel az ember a szaru anyagát különféle használati eszközök készítésére. Elsősorban a pásztornépek iparosai dolgozták fel. Már a Würm-glaciális után a szarvasok vonulását követően használták, mert a szarvas minden testrészének anyagát hasznosítani tudták.
Az állattenyésztésben a különféle juhok, kecskék, szarvasmarhák szarvát dolgozták fel: kanalat, kürtöt, ivőkürtöt, fogantyút, pásztorbotot, íjmerevítő lemezeket, gombot, sótartót, és más eszközöket (pl. tűt is) készítettek belőle. 
Gyakran szarvnak nevezik a különféle állatok testén előforduló nyúlványokat is. Például az orrszarvúét.

## Néprajzi kapcsolatok
A magyar pásztorművészetben gazdagon van képviselve a szaruföldolgozás. Legismertebbek az ivókürtök, pásztorbotok, mángorlók, gyufatartók, tükrösök és a sótartók. Legismertebb iparművészünk Király Zsiga volt.